# C1 (tomba)
C1: fa parte di una serie di 15 Tombe dei Nobili site nell’area della necropoli di Sheikh Abd el-Qurna di cui è archeologicamente nota l’esistenza, e di cui si hanno notizie sul titolare e sulla struttura, ma di cui si è persa la localizzazione. La necropoli di Dra Abu el-Naga fa parte della più vasta Necropoli Tebana, sulla sponda occidentale del Nilo dinanzi alla città di Luxor, in Egitto. Destinata a sepolture di nobili e funzionari connessi alle case regnanti, specie del Nuovo Regno, l'area venne sfruttata, come necropoli, fin dall'Antico Regno e, successivamente, sino al periodo Saitico (con la XXVI dinastia) e Tolemaico.

## Titolare
C1 era la tomba di:
| Titolare  | Titolo                                              | Necropoli                              | Dinastia/Periodo               | Note                                                        |
| --------- | --------------------------------------------------- | -------------------------------------- | ------------------------------ | ----------------------------------------------------------- |
| Amenhotep | Sovrintendente dei carpentieri di Amon; Ciambellano | Sheikh Abd el-Qurna, versante nord-est | XVIII dinastia (Amenhotep III) | probabilmente a nord e nei pressi delle tombe TT252 e TT103 |

## Biografia
Iuti, Ciambellano, fu suo padre e Tiyi sua moglie.

## La tomba
C1, della quale è disponibile una planimetria, ma di cui non si conosce la posizione né è stata identificata con altre tombe note, era costituita da un'anticamera e da una sala rettangolare in cui si apriva un pozzo verticale. Sulle pareti dell'anticamera: su due registri sovrapposti (1 in planimetria), resti di portatori di offerte don mazzi di fiori; il defunto e la moglie, dinanzi ai quali il fratello Neferhotep, prete wab di Khonsu, reca liste di offerte e due file di preti e portatori di offerte per la processione della festa per il Nuovo Anno. Poco oltre (2) su quattro registri, di cui due distrutti, due Figli di Horus. Sulla parete opposta (3), in due registri, sei rappresentazioni del defunto con scettri d'oro e lapislazzuli e una sfinge d'oro; due file di uomini trasportano pietre preziose e avorio, mentre operai e artigiani lavorano a una statua reale in granito e pesano oro e metalli in presenza del defunto coadiuvato da due collaboratori. Poco oltre (4) una stele che menziona la Festa della Valle e una scena di un prete che officia sul defunto; all'ingresso della sala più interna (5) testi di offertorio e brani tratti dal Libro dei morti.

### Annotazioni
1. ↑  La numerazione dei locali e delle pareti segue quella di Porter e Moss 1927, revisione 1970 p. 438.
2. ↑  I campi della Duat, ovvero l'aldilà egizio, si trovavano, secondo le credenze, proprio sulla riva occidentale del grande fiume.
3. ↑  Nella sua epoca di utilizzo, l'area era nota come "Quella di fronte al suo Signore" (con riferimento alla riva orientale, dove si trovavano le strutture dei Palazzi di residenza dei re e i templi dei principali dei) o, più semplicemente, "Occidente di Tebe".
4. ↑  Le Tombe dei Nobili, benché raggruppate in un'unica area, sono di fatto distribuite su più necropoli distinte.
5. ↑  I preti "wab", ma anche "uab", o "uebu", appartenevano al basso clero ed erano incaricati della manutenzione degli strumenti del culto e degli oggetti comunque ad esso connessi. A loro competeva il lavacro e l'abbigliamento giornaliero della statua del dio presso cui operavano e il trasporto della stessa statua (generalmente su una barca sacra) durante le cerimonie. Erano gerarchicamente sottoposti a un "grande prete wab" cui competevano le operazioni giornaliere di culto della divinità.
6. ↑  È verosimile supporre che ogni registro fosse dedicato ad uno dei quattro Figli di Horus.

### Fonti
1. ↑  Porter e Moss 1927, revisione 1970 pp. 447-454.
2. ↑  Donadoni 1999,  p. 115.
3. 1 2  Porter e Moss 1927, revisione 1970 p. 456.